# MC2 (microprocesador)

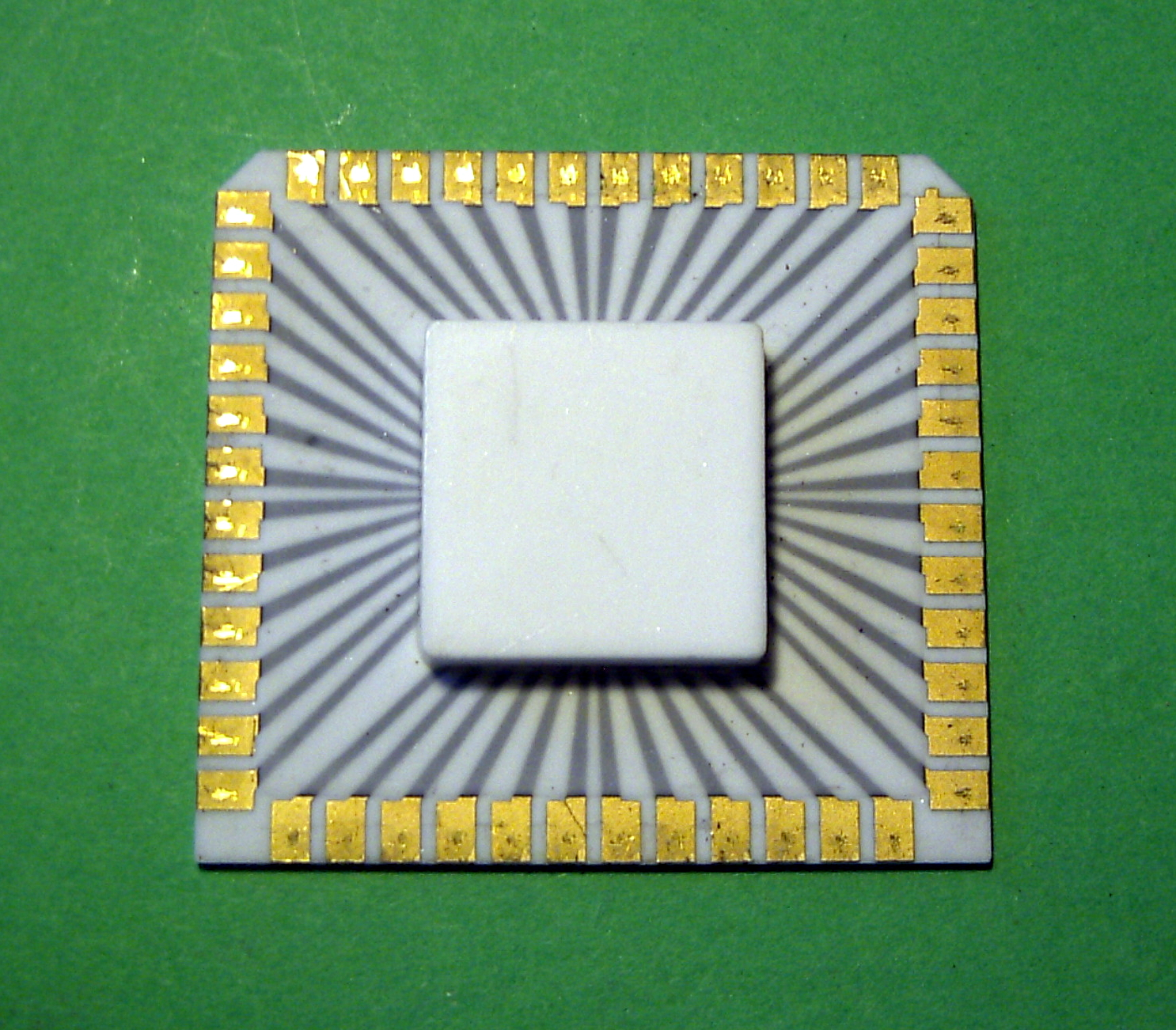
Vista inferior.

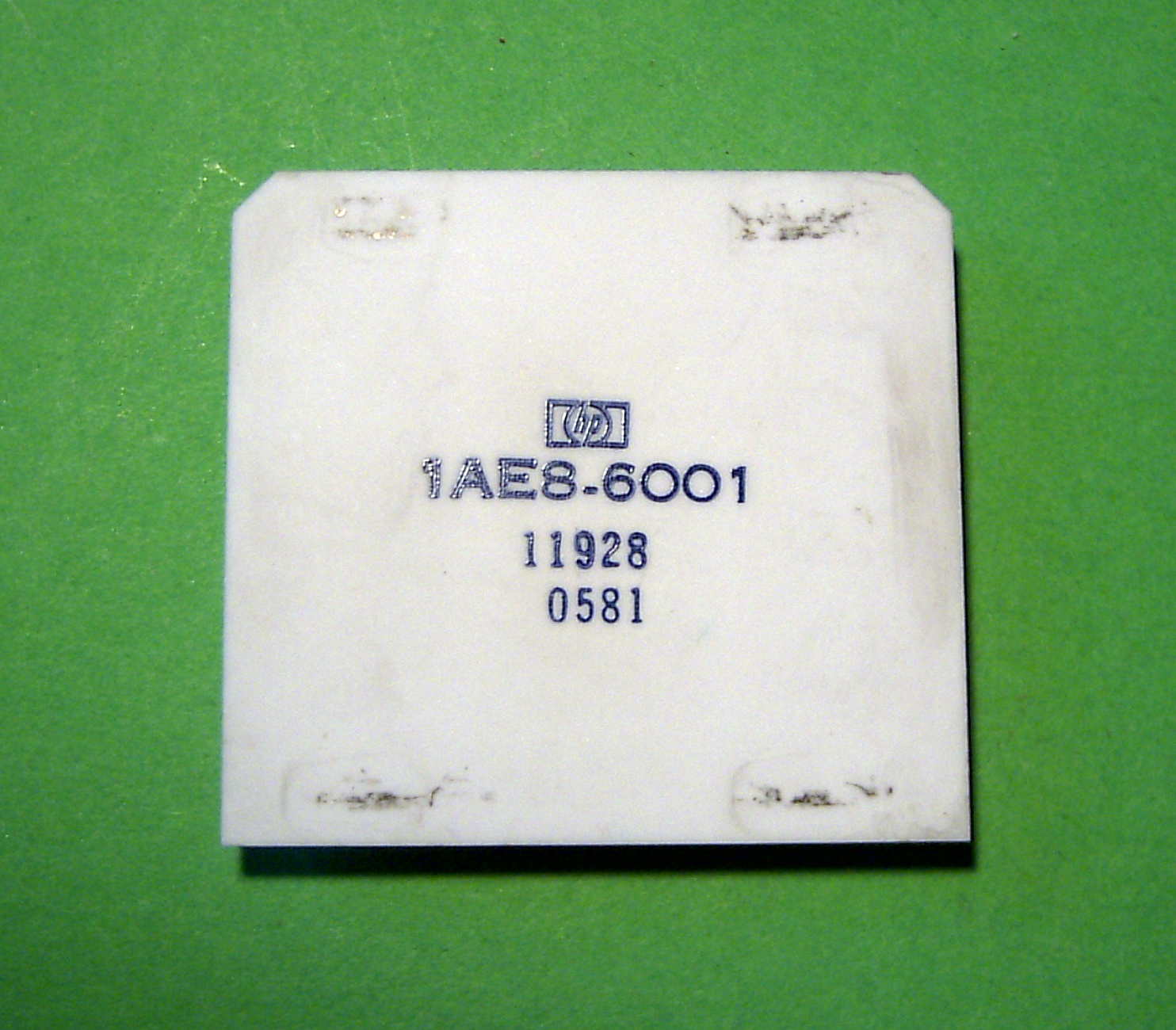
Vista superior.

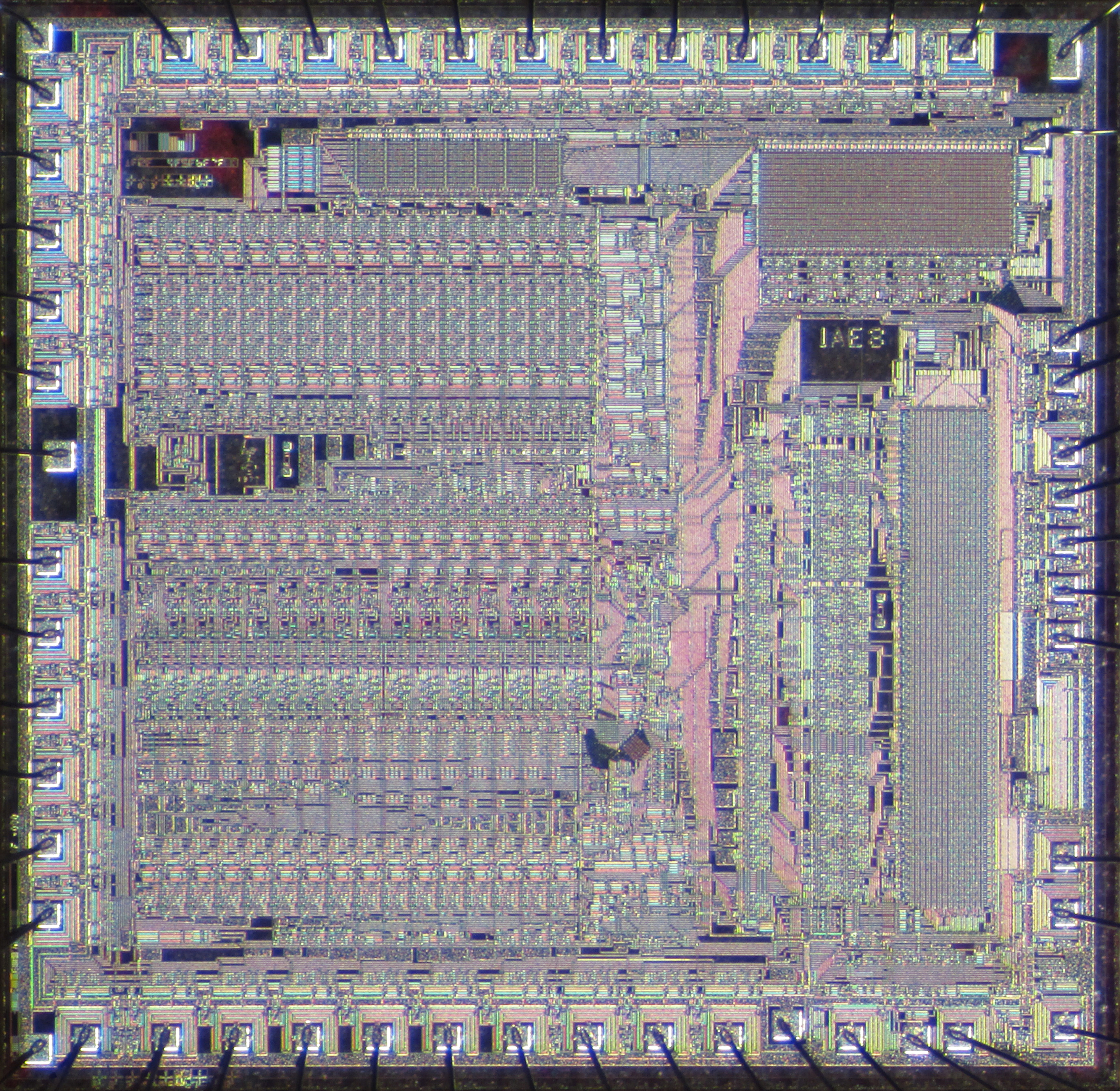
Vista del silicio.

El MC2 es un microprocesador de 16 bits de Hewlett Packard, diseñado para uso interno en productos de la compañía. Está fabricado en tecnología CMOS sobre zafiro (SOS), lo que le permitía mayor velocidad y menor consumo. Ejecutaba el juego de instrucciones del famoso HP1000 y, de hecho, constituye la CPU de la serie HP1000-L.

## Arquitectura
El MC2 contiene los siguientes registros:
- Dos acumuladores de 16 bits, A y B, que son referenciados tanto implícitamente como explícitamente, a través de direcciones de memoria 000000 y 000001, respectivamente. Esto permite realizar operaciones entre ambos acumuladores.
- Puntero de programa P, de 15 bits, que señala la siguiente instrucción que será ejecutada.
- Extensor E, de un bit. Sirve de acarreo en las operaciones aritméticas y rotaciones/desplazamientos.
- Overflow O, de un bit. Indica el desbordamiento de los acumuladores durante las operaciones aritméticas.
- Es destacable la ausencia de puntero de pila (stack pointer). Como otras CPU de la época, guardan las direcciones de retorno en posiciones de memoria relativas a la dirección de la subrutina.